# Frida Sofía (engaño)
El rescate de Frida Sofía fue un intento de salvamento a una niña identificada con ese nombre dentro del derrumbe ocurrido el 19 de septiembre de 2017, en el Colegio Enrique Rébsamen, a causa del terremoto de Puebla de 2017; sin embargo, un día después se confirmó que nunca existió tal persona.

## Antecedentes
El 19 de septiembre de 2017 se produjo un terremoto de 7.1 MW que afectó a los estados de Puebla, Morelos, Oaxaca y la Ciudad de México, ocasionando el colapso de múltiples edificios habitacionales, comerciales, recintos culturales, escuelas y de oficinas, entre ellos el Colegio Enrique Rébsamen, ubicado en la colonia Nueva Oriental Coapa, delegación Tlalpan, en la Ciudad de México.[cita requerida]
Este colegio privado, en donde se impartían clases de educación preescolar, primaria y secundaria, sufrió el desplome de la estructura frontal de la edificación, provocando que alumnos y personal quedaran atrapados bajo las estructuras.

## Acciones de rescate
Diversos reportes expresaban que a las 9:00 del 20 de septiembre fue localizada con vida una niña entre los escombros a quien se le nombró como Frida Sofía, probablemente de primer grado de primaria, y que se había resguardado bajo un escritorio.
Dijeron tener contacto sonoro, térmico y visual, incluso le ofrecieron agua por una manguera; ella informó que estaban otros cinco niños cerca. Se trabajó durante varias horas, deteniendo por momentos para evitar un nuevo colapso, pero mencionaban la existencia de dos brigadas distintas para llegar al punto.

## Seguimiento en medios
El caso de Frida Sofía resulta confuso, por la falta de información objetiva. Además, hubo muchas imprecisiones al respecto, tal como retrata un reportaje de The New York Times, en el cual se hace una reconstrucción minuciosa de los hechos; no resulta claro cómo es que la historia de la niña Frida Sofía comenzó a generarse. 
Los primeros datos de la existencia de una menor atrapada, llamada Frida, bajo los escombros del Colegio Enrique Rébsamen, se originaron la mañana del 20 de septiembre de 2017; poco después, los medios dieron a conocer un segundo nombre: Sofía, a partir de cierta información proporcionada por rescatistas y funcionarios de la Secretaría de Marina de México. Estos últimos coordinaban los esfuerzos de rescate en la institución educativa.
La confusión fue tal que un rescatista, Raúl Rodrigo Hernández Ayala, salió a declarar a medios que la niña, Frida Sofía Ledezma, había sido rescatada y se buscaba a sus familiares.
Se eliminó información del caso, videos, tuits, publicaciones en Facebook y en portales web, y solo quedaron algunas capturas de pantalla que retratan una confusión y el afán por ganar la primicia ante el rescate; algunos de los periodistas y medios informativos más importantes dieron seguimiento puntual al caso de Frida Sofía, a tal grado que se realizó una cobertura minuto a minuto. Entre ellas, la cobertura más mediática fue la que hizo la periodista Danielle Dithurbide de Noticieros Televisa, que posteriormente le valió duras críticas. Los datos de la supuesta menor cambiaban constantemente, entre ellos su edad, su ubicación y la compañía de otros niños atrapados, así como su rescate.
Más adelante, la Secretaría de Marina confirmó la inexistencia de «Frida Sofía», y quedó registrada la declaración de Enrique Sarmiento Beltrán, subsecretario de Marina: «Nosotros no tenemos conocimiento, nosotros nunca tuvimos conocimiento de esta versión, y no creemos, estamos seguros de que no fue una realidad, puesto que, repito, se corroboró con la Secretaría de Educación Pública, con la delegación y con la escuela.»
Al final, el único cuerpo hallado entre los escombros fue el de una mujer que trabajaba en la intendencia en el colegio, el cual se recuperó el 24 de septiembre; dicho hallazgo marcó el fin de las labores de rescate en el Colegio Enrique Rébsamen.[cita requerida]

## Inexistencia
El 21 de septiembre, pasadas las 14:00 hrs., en declaración a los medios por parte del subsecretario de Marina, Almirante Ángel Enrique Sarmiento Beltrán afirmó que nunca existió una niña llamada Frida Sofía.

## Repercusiones
Tal evento fue duramente criticado, por la desmedida cobertura y seguimiento televisivo. Incluso se comparó con el caso de Monchito, otro niño inexistente que intentaron rescatar en el terremoto de México de 1985. La televisora Televisa ha negado que haya sido un montaje.